# Ammocryptocharax
Ammocryptocharax is een geslacht van straalvinnige vissen uit de familie van de grondzalmen (Crenuchidae).

## Soorten
- Ammocryptocharax elegans Weitzman & Kanazawa, 1976
- Ammocryptocharax lateralis (Eigenmann, 1909)
- Ammocryptocharax minutus Buckup, 1993
- Ammocryptocharax vintonae (Eigenmann, 1909)